# Христо Дюкмеджиев
Христо Иванов Дюкмеджиев е български революционер, общественик и политик от Либералната партия.

## Биография
Роден е на 6 октомври 1847 г. в Дупница. От ранни години помага на баща си в леярството. 12-годишен е чирак дюкмеджия (леяр) в Самоков. През 1875 година е в Русе, където участва в подготовката на Старозагорското въстание от 1875 г. Същата година емигрира в Румъния – Гюргево, където отваря леярска работилница. На следващата година заминава за Сърбия. По време на Руско-турската война от 1877 – 1878 г. е опълченец. Премества се в Пловдив през 1881 г. Там работи като леяр, а по-късно си отваря леярна на остров в Марица, който понастоящем е потънал. През 1885 г. сътрудничи на БТЦРК за Съединението. Участва в Сръбско-българската война. Става кмет на Пловдив в периода 13 ноември 1887 – 17 септември 1890 г. По време на мандата му започва строителството на градски водопровод от село Храбрино. В продължение на 10 години е народен представител. Заема поста на управител на Кюстендилската митница. Награждаван е с орден „Св. Александър“, пета степен. През 1900 – 1905 г. е кмет и на Самоков.
Личният му архив се съхранява във фонд 549К в Централен държавен архив. Той се състои от 64 архивни единици от периода 1878 – 1905 г.